# Наве (Амарлу)
Наве (перс. ناوه) — село в Ірані, у дегестані Калішам, у бахші Амарлу, шагрестані Рудбар остану Ґілян. За даними перепису 2006 року, його населення становило 149 осіб, що проживали у складі 41 сім'ї.

## Клімат
Середня річна температура становить 9,63 °C, середня максимальна – 25,76 °C, а середня мінімальна – -8,44 °C. Середня річна кількість опадів – 349 мм.
| Клімат поселення                              | Клімат поселення | Клімат поселення | Клімат поселення | Клімат поселення | Клімат поселення | Клімат поселення | Клімат поселення | Клімат поселення | Клімат поселення | Клімат поселення | Клімат поселення | Клімат поселення | Клімат поселення |
| Показник                                      | Січ.             | Лют.             | Бер.             | Квіт.            | Трав.            | Черв.            | Лип.             | Серп.            | Вер.             | Жовт.            | Лист.            | Груд.            |                  |
| Середній максимум, °C                         | 3,56             | 4,68             | 7,32             | 13,90            | 19,27            | 23,78            | 25,44            | 25,76            | 22,78            | 18,53            | 12,10            | 6,08             |                  |
| Середня температура, °C                       | −2,44            | −1,32            | 1,32             | 7,91             | 13,26            | 17,79            | 20,17            | 20,50            | 17,49            | 13,27            | 6,84             | 0,82             |                  |
| Середній мінімум, °C                          | −8,44            | −7,31            | −4,66            | 1,92             | 7,28             | 11,79            | 14,88            | 15,20            | 12,22            | 8,00             | 1,55             | −4,48            |                  |
| Норма опадів, мм                              | 35               | 37               | 59               | 49               | 33               | 9                | 8                | 6                | 7                | 25               | 37               | 44               |                  |
| Середньомісячна швидкість вітру, м/с          | 1.82             | 2.44             | 2.71             | 3.04             | 2.78             | 2.74             | 2.82             | 2.66             | 2.34             | 2.32             | 2.16             | 1.82             |                  |
| Середньомісячна сонячна радіація, кДж/м²·день | 7508             | 10038            | 12726            | 16810            | 21195            | 24861            | 25284            | 22137            | 18522            | 12946            | 9418             | 7196             |                  |
| --------------------------------------------- | ---------------- | ---------------- | ---------------- | ---------------- | ---------------- | ---------------- | ---------------- | ---------------- | ---------------- | ---------------- | ---------------- | ---------------- | ---------------- |
| Джерело:                                      |                  |                  |                  |                  |                  |                  |                  |                  |                  |                  |                  |                  |                  |